# 胆红素
胆红素（英語：Bilirubin）是胆色素的一种，是人類胆汁的主要色素，呈橙黄色。它是体内血基質的主要代谢产物，有毒性，可对大脑和神经系统引起不可逆的损害，但也有抗氧化剂功能，可以抑制亚油酸和磷脂的氧化。胆红素是临床上判定黄疸的重要依据，也是肝功能的重要指标。

## 结构
胆红素是由两个次甲基桥和一个亚甲基桥连接的链状四吡咯化合物，含有四个吡咯环。虽然胆红素含有2个羟基或酮基、4个亚氨基和2个羧基这些亲水基团，结构也与同为胆色素的胆绿素相差无几，但胆红素在水中的溶解性却比胆绿素要差很多。造成这个现象的原因是胆红素的亲水基团在分子内部形成六个分子内氢键，将整个分子卷为脊瓦状的刚性折叠结构，极性基团隐藏于分子内部，无法与水分子形成氢键而溶于水中。因此胆红素是非极性的脂溶性物质，难溶于水，但对血浆白蛋白具有很高的亲和力。胆红素在离开巨噬细胞之后，在血液中主要是与白蛋白结合而运输。
| 胆红素的分子内氢键      |
| 图1．胆红素的分子内氢键 |
它的两个环间碳-碳双键有顺反异构，由于它是环状四吡咯血红素的代谢产物，因此由血红素代谢直接生成的是胆红素的（4Z,15Z）-异构体。这个异构体在受波长为420－440nm的光照射下会异构化为一系列产物，包括右边信息框中所示的（4E,15E）-异构体、以及胆红素的（4Z,15E）-异构体、（4E,15Z）-异构体、光红素（Lumirubin）和一些光氧化产物等。这些产物不再具有由胆红素的分子内氢键而造成的刚性折叠型结构，因此比胆红素的脂溶性低，水溶性更强，很容易通过胆汁和尿液排泄。对于新生儿来说，他们体内的胆红素生成量不比成人少，但肝中的胆红素葡糖醛酸基转移酶的活性很低，排泄胆红素的能力比成人要弱得多，故很容易造成血液中的胆红素浓度增高，患上新生兒黃疸（高胆红素血症）。对这些患儿通常采取的蓝光照射疗法，就是通过上面的异构化原理将胆红素转化为一系列亲水的产物，增加其水溶性，使得胆红素的代谢变得容易。
此外胆红素的两端也有两个环外羟基或酮基，因此也存在内酰胺-内酰亚胺类型的互变异构现象（见图2），不过一般情况下胆红素以含酮基的内酰胺型为主要存在形式。

## 生成

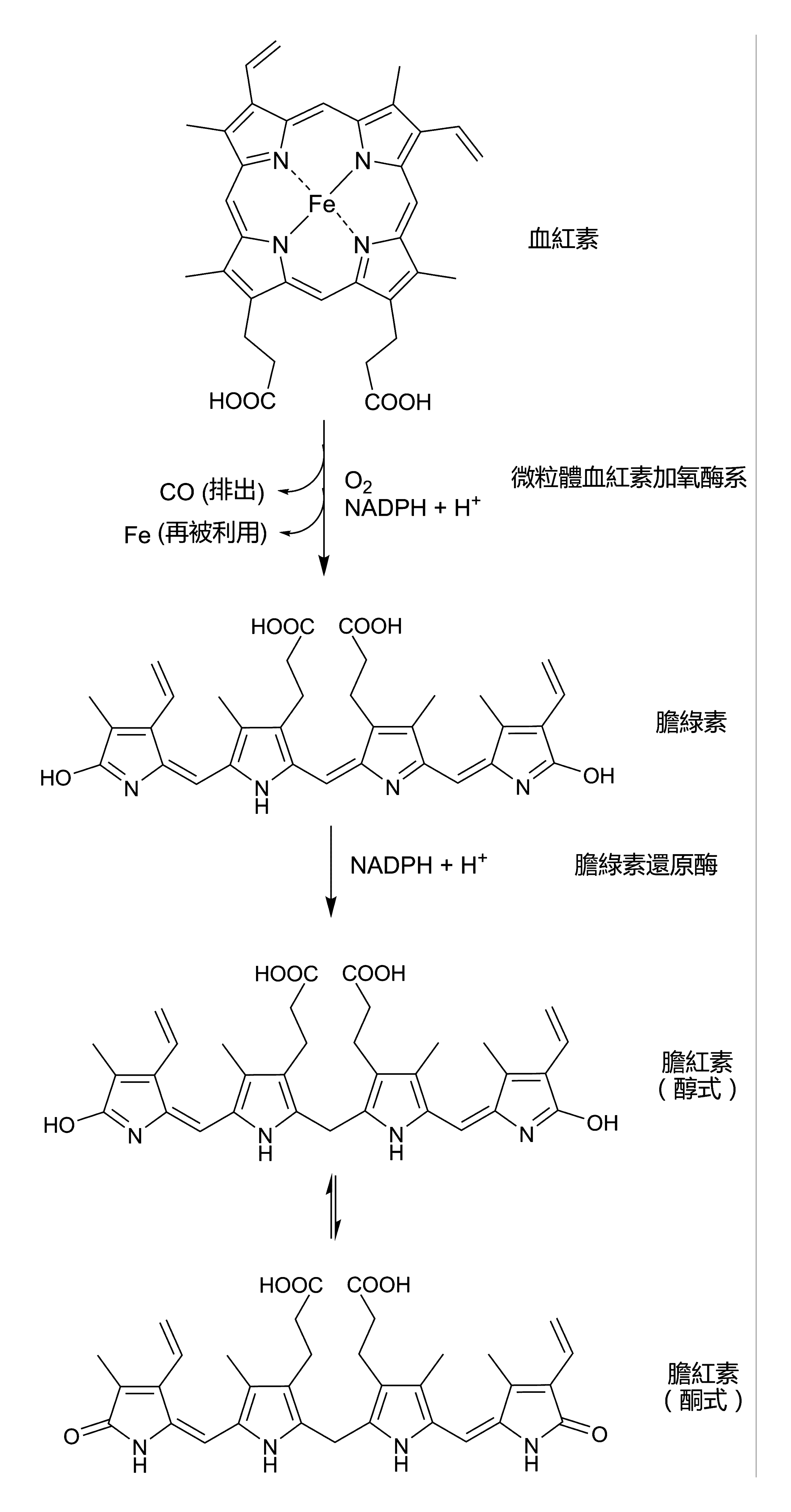
图2．胆红素的生物合成

人体内的铁卟啉化合物包括血红蛋白、过氧化物酶、过氧化氢酶、细胞色素和肌动蛋白等。正常人每日可以生成250－350mg胆红素，其中70％来源于衰老红细胞被破坏时释放出的血红蛋白中的血基質（heme），其他30％主要来源于含铁卟啉酶类，如过氧化物酶、过氧化氢酶，也有一些是来源于细胞色素、肌动蛋白中的血質和造血过程中红细胞的过早破坏等，但所占比例较小。
一般红细胞的寿命约为120天。衰老的红细胞在肝、脾、骨髓的单核巨噬细胞系统中被破坏释放出血红蛋白，正常人每小时即有1-2亿个红细胞破坏，释放出约6g血红蛋白。血红蛋白然后分解为球蛋白和血红素。球蛋白可降解为氨基酸，供体内再利用。血红素则在氧分子和NADPH的存在下，被主要由肝和脾的星形细胞构成的单核巨噬细胞的微粒体中非常活跃的血红素加氧酶氧化，血红素铁卟啉环上两个乙烯基吡咯之间的次甲基（－CH＝）氧化断裂为一氧化碳，同时两端的吡咯环被羟化，形成胆绿素。血红素加氧酶是胆红素合成中的限速酶。生成的一部分一氧化碳随呼吸道排出，通过检测呼出气中的一氧化碳可以得知体内红细胞破坏的速率。铁（Ⅲ）则被再利用。随后胆绿素在细胞质基质中的胆绿素还原酶的催化下，被NADPH迅速还原为胆红素。胆红素在特定条件下又可被重新氧化为胆绿素，因此有些研究认为胆红素在体内的抗氧化剂功能与这个性质有很大关系。

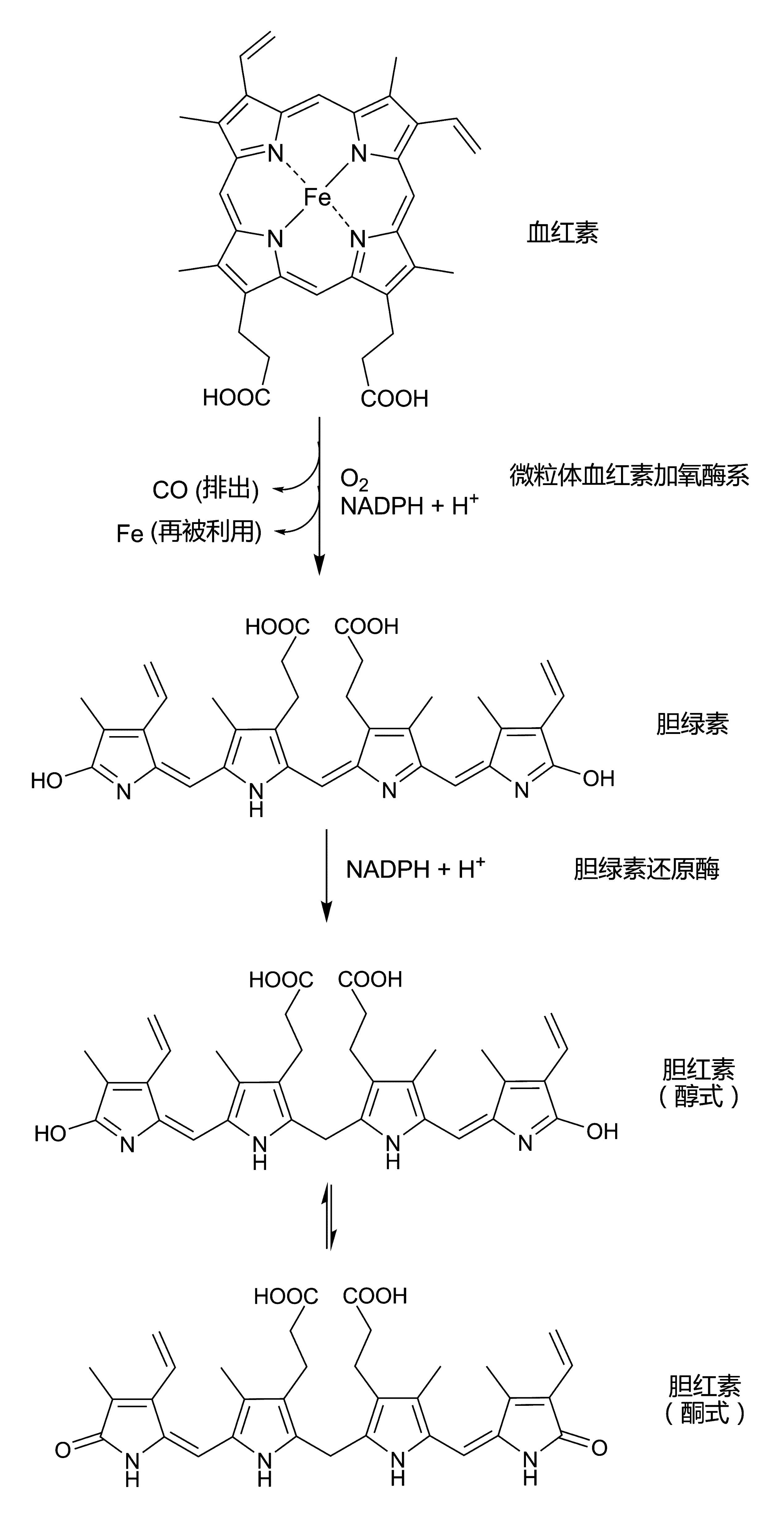
图2．胆红素的生物合成

## 运输
胆红素对血浆白蛋白有很高的亲和力，因此在离开单核吞噬细胞之后，在血液中主要是与白蛋白结合而运输，少量与α1球蛋白结合为复合物运输。每个白蛋白分子上有一个高亲和力位点和一个低亲和力位点，每个白蛋白可以与两个胆红素相结合。血液中含有足量的白蛋白，故不与白蛋白结合的胆红素很少，正常人血浆中胆红素的浓度只有0.2－1.0mg/dl。这种结合作用十分紧密，增加了胆红素在水中的溶解性，有利于运输，同时也限制了胆红素自由通透细胞膜对组织造成的毒性作用。
若白蛋白过少，或者白蛋白与胆红素的结合位点受到外来药物或食物添加剂的竞争，致使胆红素对结合部位的亲和力降低，那么胆红素便从血液向组织转移，对组织产生毒性作用。外来化合物如磺胺类药物、镇痛药、抗炎药、利尿剂、水杨酸、胆汁酸和脂肪酸等，可与胆红素竞争与白蛋白结合，增加游离胆红素通透细胞膜进入细胞的可能性。胆红素是亲脂性物质，透入细胞的胆红素会与脑部基底核的脂类结合，干扰脑部的正常功能，导致胆红素脑病，因此对有黄疸倾向者或新生儿应用这些药物时应当慎重。

## 在肝中的转变

### 摄取作用
胆红素在以胆红素-白蛋白为主要形式随血液循环到肝脏后，胆红素与白蛋白解离，并迅速被肝细胞摄取。肝细胞对胆红素有很强的亲和力，这是由于肝细胞膜表面有结合胆红素的特异受体，可对胆红素主动摄取，而且肝细胞内含有Y蛋白和Z蛋白两种载体蛋白，可以特异地结合包括胆红素在内的有机阴离子并主动将其摄入细胞内。肝细胞对胆红素的摄取作用是一个耗能的可逆过程，因此当胆红素生成过多超过肝细胞的处理能力，或者肝细胞处理胆红素的能力下降时，已经透入肝细胞的胆红素便可以返流入血，使血液中胆红素升高。有研究显示成年雌性大鼠由于雌激素的作用，肝对胆红素的摄取效率明显高于雄性，这可能是女性血浆胆红素浓度低于男性的原因。
胆红素在进入肝细胞后，在胞浆中与两种载体蛋白——Y蛋白和Z蛋白相结合，以胆红素-Y蛋白和胆红素-Z蛋白的形式进入内质网。Y蛋白是一种碱性蛋白，由分子量为22kd和27kd的两个亚基组成，含量丰富，约占人肝细胞胞液蛋白总量的2％（大鼠为5％）。Z蛋白是一种酸性蛋白，分子量12kd。Y蛋白比Z蛋白对胆红素的亲和力强，且含量多，是肝细胞摄取胆红素时的主要载体蛋白。它具有谷胱甘肽S-转移酶的活性，除了对胆红素有很强的亲和力外，对甲状腺素、固醇类物质、四溴酚酞磺酸钠（BSP）、靛青绿（ICG）、某些染料和一些有机阴离子均有很高的亲和力，竞争性影响胆红素的转运，故Y蛋白也称配体结合蛋白。新生儿体内的Y蛋白含量在出生七周后才接近成人水平，苯巴比妥可以诱导新生儿合成Y蛋白，加强胆红素的转运，因此临床上可应用苯巴比妥来治疗新生儿的生理性黄疸。

### 转化作用
胆红素-Y蛋白和胆红素-Z蛋白复合物被转运到滑面内质网后，在UDP-葡糖醛酸基转移酶的催化下，胆红素接受来自UDP-葡糖醛酸的葡糖醛酸基生成葡糖醛酸胆红素，即结合胆红素。由于一个胆红素分子具有两个丙酸基团，因此一分子胆红素可以先后与两个葡糖醛酸酯化，生成单葡糖醛酸胆红素和双葡糖醛酸胆红素，其中双葡糖醛酸胆红素是人胆汁中胆红素的主要结合产物，占70－80％，单葡糖醛酸胆红素只占约20－30％。其余还有一小部分胆红素与硫酸结合生成胆红素硫酸酯，或者与甲基、乙酰基或甘氨酸形成相应的结合物。

图3．胆红素的葡糖醛酸基化

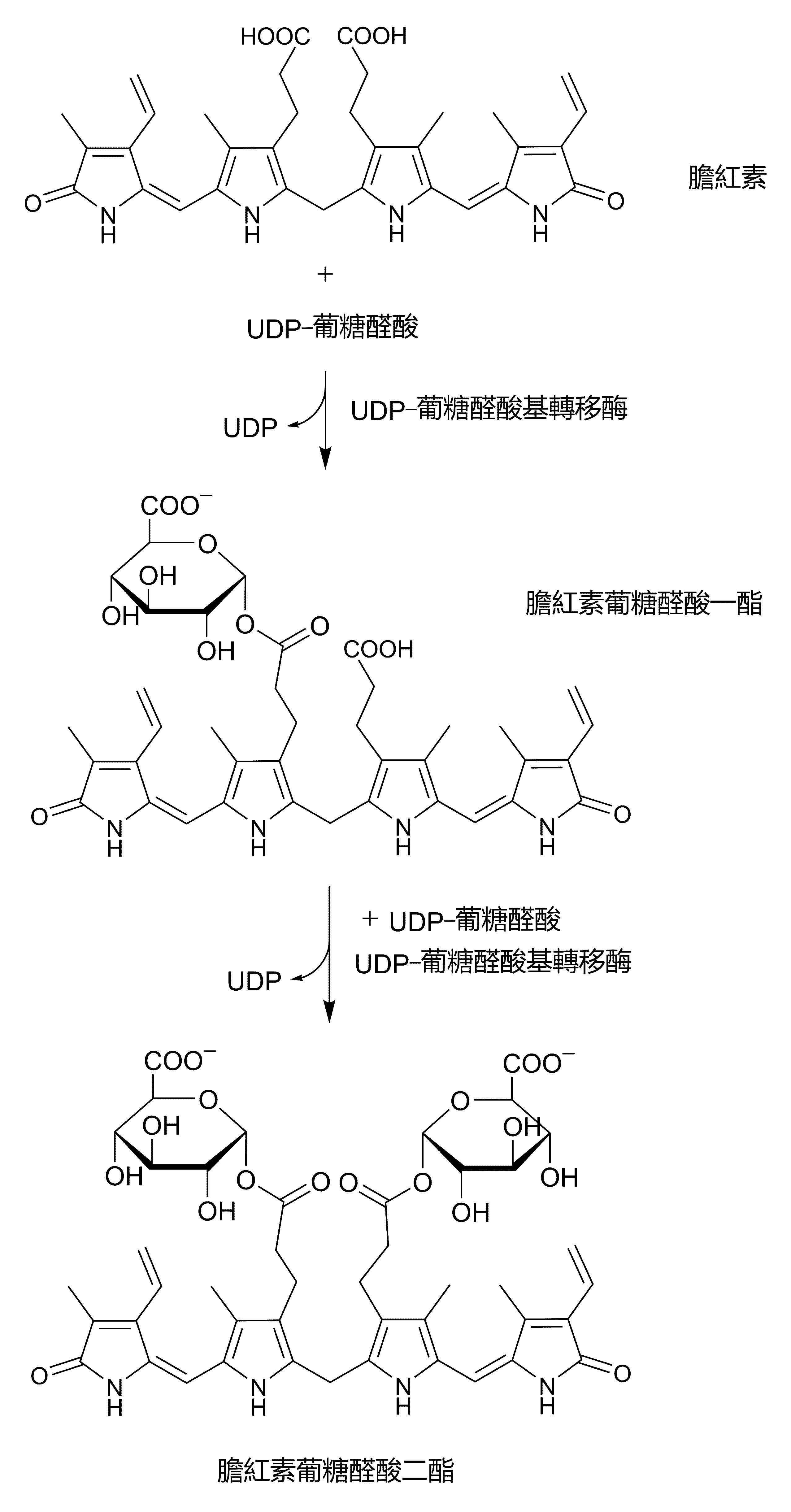
图3．胆红素的葡糖醛酸基化

由于胆红素分子中的6个氢键在形成结合胆红素时被破坏，因此结合胆红素的水溶性比游离的胆红素强得多，与血浆白蛋白亲和力小，易随胆汁排入小肠继续代谢，也容易通透肾小球基底膜从尿中排出。结合胆红素不易透过细胞膜和血脑屏障，不易对组织产生毒性作用，是胆红素在体内解毒的主要方式。血浆中的胆红素通过肝细胞膜特异受体、肝细胞胞浆内载体蛋白和内质网的葡糖醛酸基转移酶的联合作用，不断地被肝细胞摄取、结合、转化与排泄，从而不断得以清除。这个清除过程相当迅速，虽然正常人每天从单核吞噬细胞系统产生200－300mg胆红素，但肝每小时便能清除约100mg胆红素，远远大于机体产生胆红素的能力。

### 排泄作用
肝细胞浆内的结合胆红素在高尔基复合体、溶酶体等作用之下，与胆汁酸盐一起经胆汁分泌器被排入毛细胆管，随胆汁排出肝脏。毛细胆管中结合胆红素浓度较低，因而该排泄过程是逆浓度梯度的较复杂的耗能过程，容易发生障碍，是肝脏处理胆红素的薄弱环节。若发生障碍，结合胆红素就会返流入血，使血浆中的结合胆红素水平升高，造成肝细胞淤滞性黄疸。糖皮质激素对葡糖醛酸基转移酶的生成、胆红素与葡糖醛酸的结合和结合胆红素的排出都有促进作用，因此此类激素可用于治疗高胆红素血症。

## 在肠道中的变化

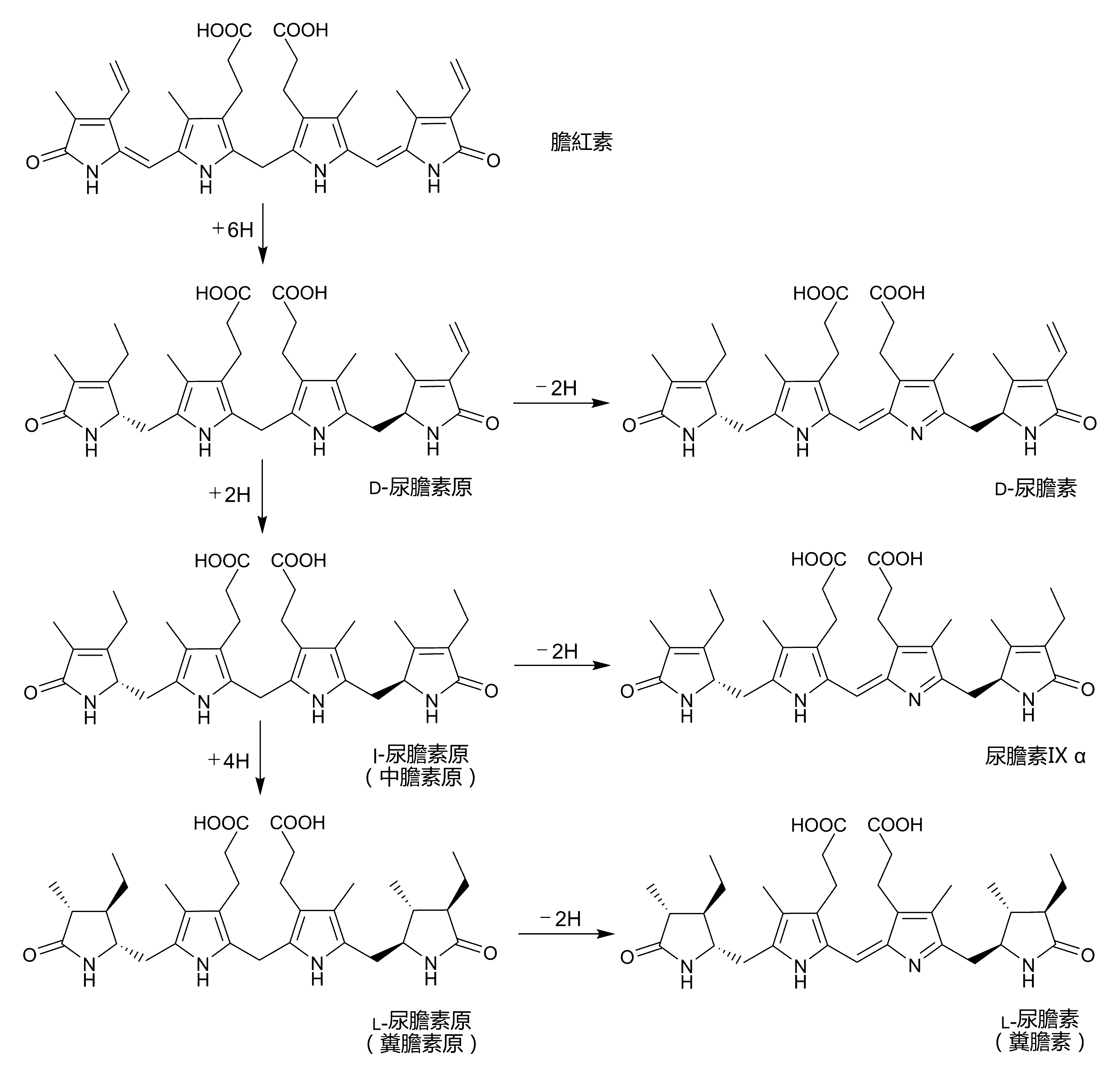
图4．胆红素转化为胆素原和胆素的过程
- 参考资料：；手性碳原子的构型参考：。另请参见Watson et al.的版本：。

葡糖醛酸胆红素在随胆汁到达肠道后，在回肠末端至结肠部位的肠菌作用下大部分脱去葡糖醛酸基，生成的胆红素逐步被还原为无色的D-尿胆素原、中胆素原和粪胆素原，统称胆素原。在肠道下段，这些无色的胆素原接触空气后分别被氧化为D-尿胆素、尿胆素Ⅸ α和粪胆素，这三者合称胆素。胆素呈棕黄色，是粪便中的主要色素，正常人每日排出总量为40－280mg。
肠道中的胆素原约有10－20％可被肠粘膜细胞重新吸收，经门静脉入肝，其中约90％又以原形随胆汁再排入肠道形成胆素原的肠肝循环，也有少量经血液循环入肾并随尿排出。正常人每日随尿排出约0.5－4.0mg胆素原。其中的尿胆素原接触空气后被氧化为尿胆素，是尿中的主要色素。临床上作为肝功能检查指标的尿三胆即是尿中胆红素、胆素原和胆素的合称。
胆道完全阻塞时胆红素无法排入肠道形成胆素原和胆素，粪便便呈灰白色，临床上称白陶土样便。新生儿的肠道细菌较少，一些胆红素未经细菌还原便随粪便排出，因此粪便呈胆红素的橘黄色。

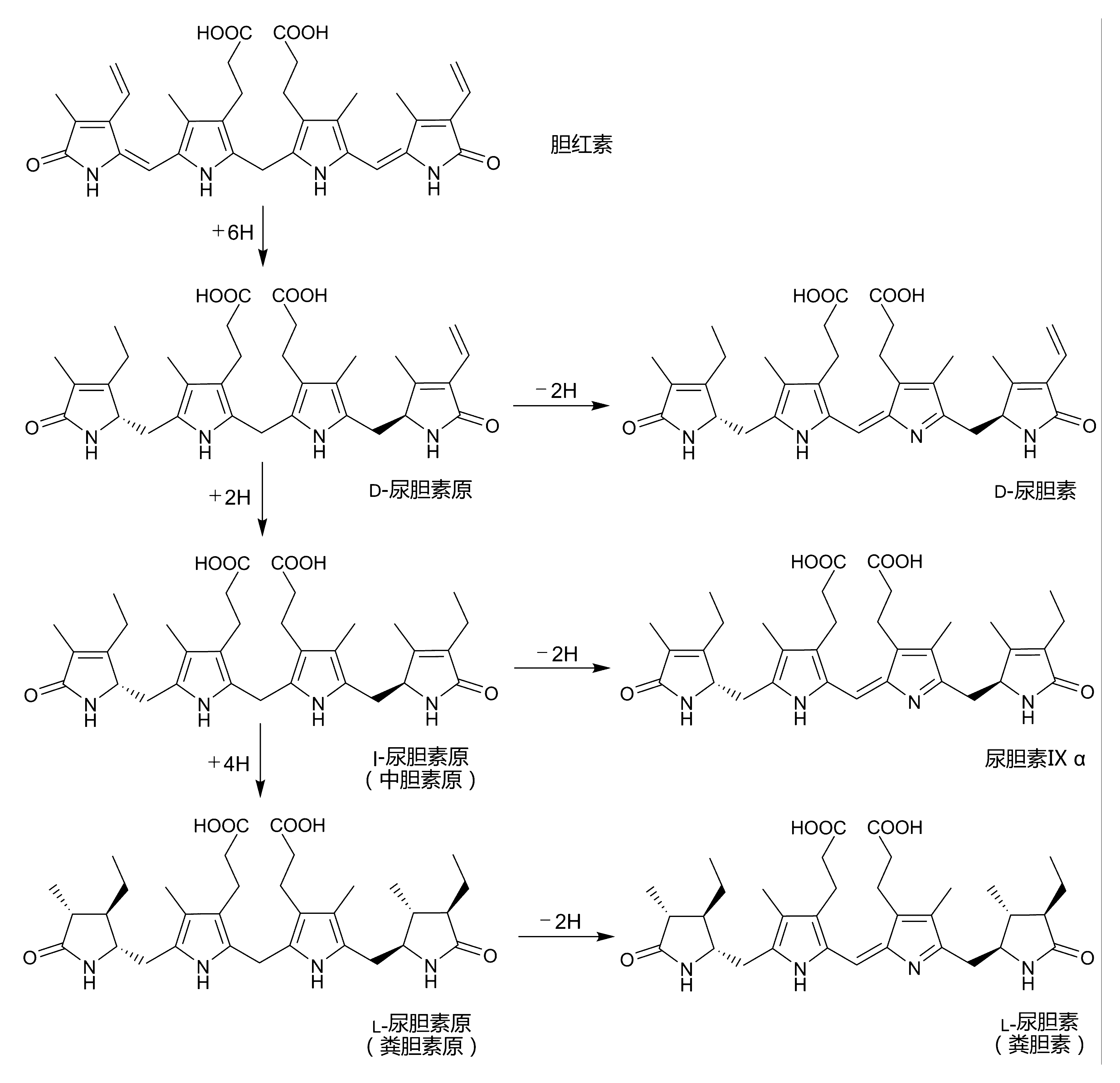
图4．胆红素转化为胆素原和胆素的过程
- 参考资料：；手性碳原子的构型参考：。另请参见Watson et al.的版本：。

## 血清胆红素与黄疸
正常人血清中的胆红素，依据是否受酶作用而酯化而分为两种类型：一种是主要来自单核吞噬细胞系统中衰老红细胞被破坏，其血红蛋白分解代谢产生的胆红素，因为未与葡糖醛酸结合，所以称为游离胆红素或未结合胆红素，其在血浆中主要与白蛋白结合而运输。另一种是上述游离胆红素由血流运送至肝，经过肝细胞内质网的酶作用，与葡糖醛酸或其他物质酯化结合的胆红素，称为酯型胆红素或结合胆红素，其被肝细胞排泄至毛细胆管而成胆汁的一个组分。以上两者合称总胆红素。正常人血浆中的总胆红素的量很少，其中约80％是与白蛋白结合的游离胆红素，其余才是结合胆红素。
胆红素也可以根据与重氮试剂的不同反应性而分为两种类型：一种胆红素因为存在分子内氢键，与重氮试剂反应缓慢，必须先加入甲醇、乙醇、尿素、乙酸钠、苯甲酸钠、咖啡因、表面活性剂破坏氢键后，才能与重氮试剂起明显的颜色反应生成紫红色的偶氮化合物——偶氮胆红素，称为间接胆红素。另一种胆红素中常常由于其丙酸基团被取代，胆红素分子不再存有分子内氢键，因而它可与重氮试剂作用迅速产生红色偶氮化合物，称为直接胆红素。
这里所指的用重氮试剂来测定胆红素的方法，早期用的是以对氨基苯磺酸重氮盐为试剂的定量凡登白反应，或称范登堡反应（Van den Bergh reaction），目前一般用二甲基亚砜法、二氯苯重氮盐法、二氯苯重氮盐氟硼酸盐法，或者以对氨基苯磺酸和咖啡因为试剂的Jendrassik-Grof法（简称J-G法，参见 （页面存档备份，存于））。
结合胆红素通常被错误地称为直接胆红素，而游离胆红素则被错误地称为间接胆红素。间接胆红素和游离胆红素，以及直接胆红素和结合胆红素之间，并没有完全对应的关系，也就是说并非所有间接胆红素都是游离胆红素，而且直接胆红素也并不是与结合胆红素完全等同。“直接或间接”仅指如何在溶液中测量或检测化合物，所以它们的全名是：“直接反应”胆红素、“间接反应”胆红素。而直接胆红素的精确定义是：具水溶性且可直接在溶液中与检测试剂反应的任何形式胆红素。
虽然直接胆红素通常主要由结合胆红素组成，但一些游离胆红素（高达 25%）仍可以是直接胆红素组分的一部分。同样地，并非所有的结合胆红素都易于在溶液中反应或检测（例如，若它以氢键与自身连接），因此有些並不会被列入直接胆红素组分内。在自动分析仪上测定直接胆红素时，反应的程度与偶氮试剂的浓度、反应时间和pH都有很大关系，并不是所有的结合胆红素都能在短时间内与偶氮试剂反应呈色的。而且，血清中的少量游离胆红素也能在存在于血清中的尿素、尿酸的作用下，打开氢键，参与直接反应，从而使直接胆红素的测定值偏高。
此外，在较长时间的高胆红素血症时，病人血液中的胆红素浓度长时间保持较高，使得白蛋白长期“浸泡”在胆红素中，促使与葡糖醛酸结合的胆红素与白蛋白中赖氨酸残基的－NH2发生酯交换，胆红素与白蛋白发生共价结合，称为δ-胆红素。δ-胆红素的溶解性较差，不能透过肾小球，但能与重氮试剂发生直接反应，可用离子交换柱层析法进行检测。它一般在肝细胞损伤及胆汁郁滞等高结合胆红素性黄疸时出现。
| 性质                     | 游离胆红素   | 结合胆红素     |
| ------------------------ | ------------ | -------------- |
| 缩写                     | BU           | BC             |
| 别名                     | 间接胆红素   | 直接胆红素     |
| 别名                     | 血胆红素     | 肝胆红素       |
| 与葡糖醛酸结合           | 未结合       | 结合           |
| 与重氮试剂反应           | 慢或间接反应 | 迅速、直接反应 |
| 水中溶解度               | 小           | 大             |
| 经肾随尿排出             | 不能         | 能             |
| 通透细胞膜对脑的毒性作用 | 大           | 无             |

成年人的正常胆红素水平为：
|            | µmol/L   | mg/dL                     |
| 总胆红素   | 5.1–17.0 | 0.2-1.9；0.3–1.0；0.1-1.2 |
| 直接胆红素 | 1.0–5.1  | 0-0.3；0.1–0.3；0.1-0.4   |

当体内发生胆红素代谢障碍，例如胆红素生成过多，或肝摄取、转化、排泄过程发生障碍时，均可发生血浆胆红素浓度升高，造成高胆红素血症。由于胆红素为金黄色色素，血浆浓度过高时可以扩散进入组织，造成组织黄染，这种体征称为黄疸。黄疸一般发生在对胆红素亲和力高的弹性纤维含量较高的组织中，包括眼巩膜、粘膜、上颚和皮肤。它可以根据胆红素的来源主要分为三种：
- 溶血性黄疸：由红细胞在单核吞噬细胞破坏过多而致。
- 肝细胞性黄疸：由肝细胞被破坏，其摄取、转化和排泄胆红素的能力降低而致。
- 阻塞性黄疸：由胆汁排泄通道阻塞而致。

| 指标       | 指标       | 正常        | 溶血性黄疸 | 肝细胞性黄疸 | 阻塞性黄疸          |
| ---------- | ---------- | ----------- | ---------- | ------------ | ------------------- |
| 血清胆红素 |            |             |            |              |                     |
|            | 总胆红素   | ＜1mg/dl    | ＞1mg/dl   | ＞1mg/dl     | ＞1mg/dl            |
|            | 结合胆红素 | 0－0.8mg/dl |            | ↑            | ↑↑                  |
|            | 游离胆红素 | ＜1mg/dl    | ↑↑         | ↑            |                     |
| 尿三胆     |            |             |            |              |                     |
|            | 尿胆红素   | －          | －         | ＋＋         | ＋＋                |
|            | 尿胆素原   | 少量        | ↑          | 不一定       | ↓                   |
|            | 尿胆素     | 少量        | ↑          | 不一定       | ↓                   |
| 粪便颜色   | 粪便颜色   | 正常        | 深         | 变浅或正常   | 完全阻塞时 为陶土色 |